# Marie Thierfeldt
Marie Thierfeldt (* 20. Februar 1893 in Frankenhof bei Didsziddern, Kreis Gumbinnen,  Ostpreußen; † 31. Dezember 1984 in Hamburg) war eine deutsche  Handweberin.

## Leben
Marie Thierfeldt wuchs zusammen mit zwei Brüdern und einer älteren Schwester auf dem väterlichen Hof, dem „Gutshaus Thierfeldt“ in Frankenhof bei Didsziddern, Kreis Gumbinnen in der preußischen Provinz Ostpreußen, auf.
Als das Elternhaus im Ersten Weltkrieg zerstört worden war, wurde der damals noch unbekannte Architekt Hans Scharoun mit dem Wiederaufbau beauftragt. Auf dessen Rat hin begann die gleichaltrige Marie Thierfeldt nach Abschluss ihrer Gesellen- und Meisterprüfung an der höheren Textilschule in Berlin 1924 ein Studium am Bauhaus in Weimar, welches sie 1926 am Bauhaus in Dessau fortsetzte. Hier entwickelte sich ihr Gefühl für „den Raum (Gropius), die Fläche (Kandinsky) und die Farbe (Klee)“.

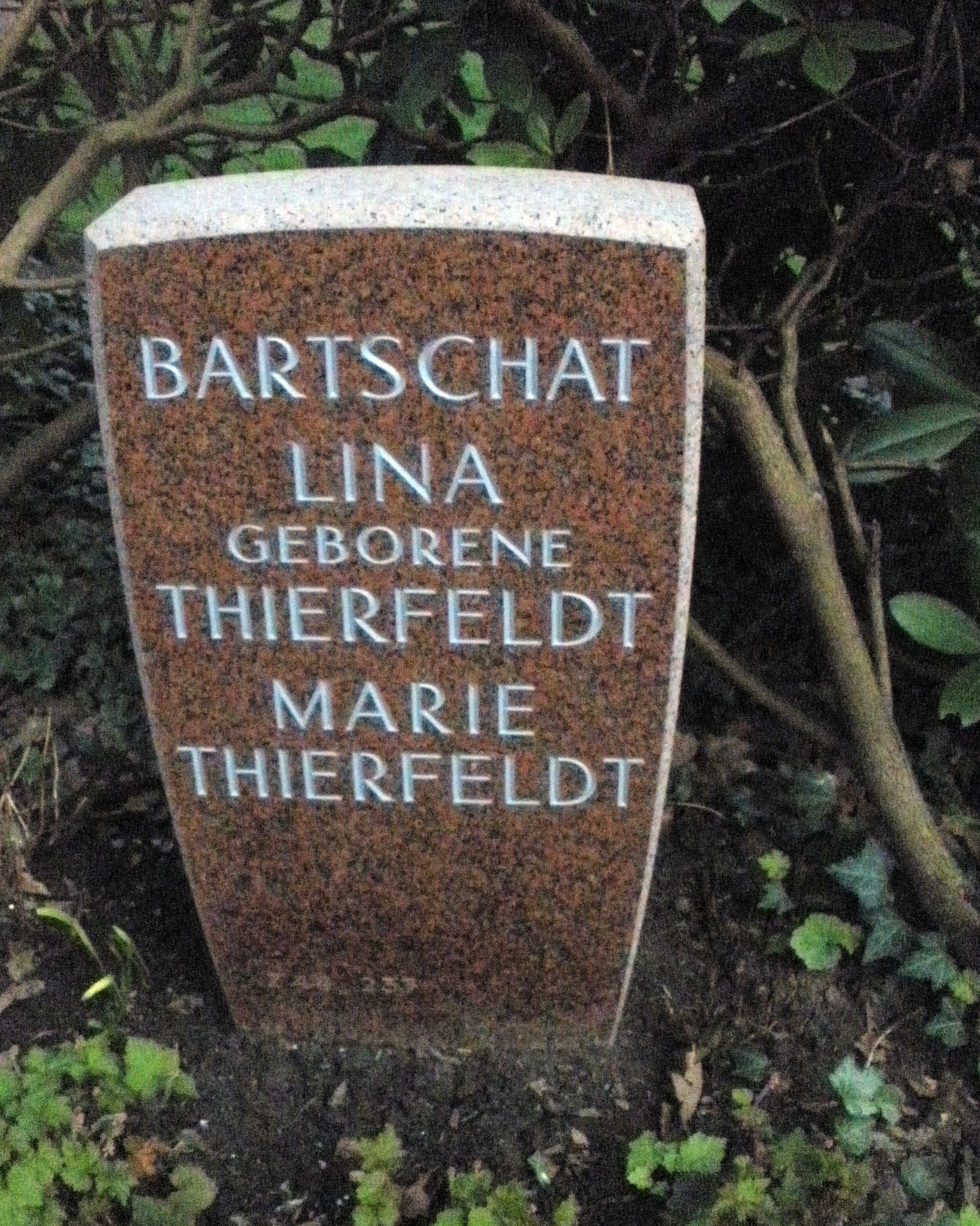
Grabstein für Marie Thierfeldt und Lina Bartschat auf dem Friedhof Ohlsdorf

Nach dem Studium ging Marie Thierfeldt nach Ostpreußen zurück, wo sie in Insterburg eine Weberei übernahm, die eingerichtet worden war, um die Not nach dem Russeneinfall zu lindern. Unter ihrer Leitung gab es schließlich zwölf Webstühle, mit denen sowohl einfache Flickerteppiche als auch anspruchsvolle Wandbehänge produziert wurden, und 1930 legte Marie Thierfeldt als erste Weberin Ostpreußens ihre Meisterprüfung ab. 1927 war sie zudem als außerordentliche Lehrerin an die  Königsberger Kunstakademie berufen worden, wo sie bis 1933 tätig war. 1941 ließen die nationalsozialistischen Behörden die Werkstatt schließen, und Marie Thierfeldt wurde dienstverpflichtet.
Silvester 1944 floh sie nach Schleswig-Holstein, wo sie ihren Lebensunterhalt zunächst als Jute-Weberin verdiente, und übernahm später in Ahrensburg bei Hamburg eine kleine Weberei. 1949 gelang es ihr, in einem Hamburger Keller mit geliehenen Webstühlen einen selbstständigen Betrieb aufzubauen. Ein Jahr später schon konnte sie am Mittelweg 145 (Pöseldorf) im Hinterhof eine Werkstatt mit drei großen Webrahmen bis drei Meter Spannweite errichten. Die dazugehörige Wohnung bewohnte sie zusammen mit ihrer verwitweten Schwester Lina Bartschat (26. Juli 1888 – 2. Oktober 1970) sowie einer angestellten Weberin und zwei Lehrlingen.
Aus der Werkstatt Marie Thierfeldts gingen nach dem Krieg sieben Landes- und drei Bundessieger hervor.
Für Marie Thierfeldt und ihre Schwester befindet sich ein historischer Grabstein im Garten der Frauen auf dem Hamburger Friedhof Ohlsdorf.

## Werke (Auswahl)
Marie Thierfeldt beschäftigte sich vor allem mit der Mischung und Abstufung der Materialfarben. So verwendete sie für einen Wandteppich in der St.-Petri-Kirche in Hamburg die Farbe Rot in 40 Varianten. Die Grundfarben der Wollzwirne importierte sie zum Teil aus Frankreich und der Schweiz und vermischte sie dann, häufig sogar mit anderen Materialien wie Leinenstreifen, Seiden- und auch Goldfäden.
Weitere Wandteppiche bei folgenden Einrichtungen:
- Hamburgische Staatsoper (Ballettzentrum): Wandteppich „Petruschka“, künstlerischer Entwurf von Peter Boll; 2,70 Meter hoch, 3,80 Meter breit, 1 Zentner schwer,  48 Farben (darunter achtzehn Grüntöne, elf verschiedene Rot- und sieben Blauabstufungen).[3]
- Museum für Kunst und Gewerbe Hamburg
- Gemeindehaus Hamburg-Langenhorn (Ansgarkirche)[4]
- Gemeindehaus Geesthacht
- Großmarkthalle Hamburg (Sitzungsraum)
- Gästehaus der Deutschen Bank,  Hamburg (1966 Preis der Hamburger Kulturbehörde)
- Landsmannschaft Ostpreußen Hamburg
- Deutschen Botschaft in Stockholm[5]

Außerdem (Beispiel):
- Wandteppich (1960er Jahre) nach einem Entwurf von Gabriele Stock-Schmilinsky; 124 × 71 cm[6]

## Ausstellungen (Auswahl)
- 1969 Bremerhaven
- 1972 Köln
- 1975 Hamburg, Hannover, Esslingen
- 1980 und 1981 Hamburg
- 1981 Triennale Frankfurt a. M. und Gemeentemuseum in Arnheim/Holland.